# Какарікі новокаледонський
Какарікі новокаледонський (Cyanoramphus saisseti) — вид папугоподібних птахів родини Psittaculidae. Ендемік Нової Каледонії. Його природними середовищами існування є субтропічні або тропічні вологі рівнинні ліси, субтропічні або тропічні вологі гірські ліси, сухі савани та субтропічні або тропічні вологі чагарники.